# 1999 في الأرجنتين
فيما يلي قوائم الأحداث التي وقعت خلال عام 1999 في الأرجنتين.

## أحداث
- 31 أغسطس – رحلة لابا 3142

## سياسة

### تعيين في المنصب
- 10 ديسمبر – رامون بويرتا عضو مجلس النواب في الأرجنتين.
- 10 ديسمبر – فرناندو دي لاروا رئيس الأرجنتين.

### انتهاء فترة المنصب
- 3 مارس – كارلوس خواريز عضو مجلس الشيوخ الأرجنتيني.
- 10 ديسمبر – فرناندو دي لاروا رئيس حكومة مدينة بوينس آيرس المستقلة.
- 10 ديسمبر – كارلوس ريوتيمان عضو مجلس الشيوخ الأرجنتيني.
- 10 ديسمبر – كارلوس منعم رئيس الأرجنتين.

## برامج ومسلسلات وأنمي
- بنات الميتم

## مواليد

### سبتمبر
- 22 سبتمبر – نيكولا أندريغن لاعب كرة قدم أرجنتيني.

## وفيات

### مارس
- 8 مارس – أدولفو بيوي كاساريس (مواليد 1914) روائي أرجنتيني.

### أكتوبر
- 11 أكتوبر – اوسكار فاليسلي (مواليد 1915) ممثل أرجنتيني.

### ديسمبر
- 25 ديسمبر – زولي مورينو (مواليد 1920) ممثلة أرجنتينية.